# Blleki
Blleki (bürgerlich Flamur Rukovci; * 3. April 1994 in Gjilan, Bundesrepublik Jugoslawien) ist ein kosovarischer Rapper.

## Leben und Karriere
Rukovci wurde in Gjilan geboren. Er wuchs in der, von ihm so bezeichneten, „kriminellen“ Nachbarschaft namens Qenar Qeshme auf, wo er später auch arbeitete. Er gründete eine Gruppe namens Ekipa e Zez (deutsch schwarzes Team) und veröffentlichte 2017 sein erstes Musikvideo. Er erlangte große Aufmerksamkeit in der kosovarischen Rap-Szene und wurde schnell erfolgreich. Im folgenden Jahr veröffentlichte er ein Lied mit den albanischen Sängern Lyrical Son und Mc Kresha und erlangte auch damit viel Aufmerksamkeit. Im November 2018 brachte Rukovci sein erstes Album mit dem Titel Blleklist (Eigenschreibweise BLLEKLIST) heraus.

## Diskografie

### Alben
- 2018: Blleklist

### Kollaborationen
- 2025: Ride or Die (mit Festim)

### EPs
- 2023: Avatar
- 2024: Tataloka

### Singles (Auswahl)
- 2017: Plaqka
- 2017: Ziekipa
- 2017: 1Milion
- 2018: Shawty
- 2018: Rruga N'club (feat. Lyrical Son & MC Kresha)
- 2018: Shoki
- 2018: Pele
- 2018: Ju veq po Shitni
- 2019: Termet (feat. Lluni)
- 2019: Thug Life (feat. Luar & MC Kresha)
- 2020: Fire (feat. Lluni, Semi & Erno)
- 2021: Hennessy
- 2022: Peru
- 2022: Angel (mit 2Ton)